# 사브리나 (1995년 영화)
《사브리나》(영어: Sabrina)는 미국에서 제작된 1995년 로맨틱 코미디 드라마 영화이다. 시드니 폴랙이 연출하고 제작에도 참여하였다. 해리슨 포드, 줄리아 오먼드, 그레그 키니어 등이 출연하였다.

## 줄거리
서브리나 페어차일드는 래러비 가문의 수행 기사 토머스 페어차일드의 딸로, 어린 시절부터 래러비 가문의 둘째 아들 데이비드 래러비를 짝사랑해 왔다. 그러나 데이비드는 바람둥이 기질이 강한 인물로, 언제나 새로운 사랑에 빠지기를 반복하며 서브리나의 존재에는 관심을 보이지 않는다.
서브리나는 파리에서 〈보그〉 잡지의 패션 인턴십을 경험한 후 한층 성숙하고 세련된 모습으로 래러비 저택에 돌아온다. 처음에는 그녀를 알아보지 못하던 데이비드는 곧 그녀에게 매료되는데, 문제는 그가 막 엘리자베스 타이슨이라는 의사와 약혼한 상태라는 점이다. 엘리자베스의 아버지는 거대 전자 기업 타이슨 일렉트로닉스를 이끄는 인물이다.
래러비 가문의 장남이자 사업을 책임지고 있는 일벌레 라이너스는 이 결혼이 양가 기업 간의 합병을 위한 핵심임을 잘 알고 있다. 데이비드의 약혼이 깨질 경우 타이슨 가문과의 수십억 달러 규모의 합병도 무산될 수 있다는 위기감을 느낀다.
이에 라이너스는 데이비드를 일부러 병원에 입원시킬 계획을 꾸민다. 데이비드의 바지 뒷주머니에 샴페인 잔을 넣어 그가 다치게 하고, 그 틈을 이용해 서브리나의 관심을 자신에게 끌어들이려 한다. 서브리나는 점차 라이너스에게 마음을 열고, 그를 사랑하게 된다. 그녀는 라이너스를 “유일하게 살아 있는 심장 기증자”라든지 “도덕은 벽에 걸린 그림이고, 양심은 러시아 화폐라고 생각하는 사람”이라고 말하는 등 그의 냉철함을 경계하면서도 사랑을 키워간다. 그러던 중 라이너스 역시 자신도 모르게 서브리나에게 마음을 빼앗긴다.
하지만 끝내 자신의 감정을 인정하지 못한 라이너스는, 모든 계획이 자신의 조작이었다고 서브리나에게 고백하고 그녀를 다시 파리로 보내 버린다. 공항에서 서브리나는 아버지로부터 놀라운 사실을 듣는다. 아버지는 수십 년간 래러비 가문의 수행 기사로 일하며, 차 안에서 열려 있는 칸막이 너머로 주인 어르신의 주식 거래 이야기를 듣고 그대로 따라 했다고 한다. 그 결과 그는 2백만 달러 이상의 자산을 모았고, 지금은 딸에게 안정된 삶을 제공할 수 있게 되었다는 것이다.
라이너스는 어머니와 성숙해진 동생 데이비드의 조언을 듣고 자신의 진심을 깨닫는다. 그는 회사를 데이비드에게 맡기고 파리로 향해 서브리나를 찾아가 사랑을 고백하며 둘은 재회한다.

## 출연진
- 해리슨 포드 - 라이너스 래러비 역
- 줄리아 오먼드 - 서브리나 페어차일드 역
- 그레그 키니어 - 데이비드 래러비 역
- 낸시 마샨드 - 모드 래러비 역
- 존 우드 - 토머스 페어차일드 역
- 리처드 크레나 - 패트릭 타이슨 역
- 앤지 디킨슨 - 잉그리드 타이슨 역
- 로런 홀리 - 엘리자베스 타이슨 역
- 데이나 아이비 - 맥 역
- 파니 아르당 - 이렌 역
- 발레리 르메르시에 - 마르틴 역
- 파트리크 브뤼엘 - 루이 역
- 폴 지어마티 - 스콧 역
- 마고 마틴데일 - 간호사 역

## 기타 제작진
- 배역: 데이비드 루빈
- 미술: 브라이언 모리스
- 의상: 앤 로스